# ウルトラスーパーニュー

ウルトラスーパーニュー (UltraSuperNew) は東京都渋谷区に本社を置く広告代理店。

## 概要

### 設立
2007年に、現在の代表取締役マイケル・シタールと取締役マーク・ウェスリングに東京を本拠地によって設立された。その後急成長し、現在は主にレッドブルなどの多国籍企業のクライアントを中心に広告及びマーケティング活動を行っている。

### 主なクライアント
- レッドブル
- エレクトロニック・アーツ
- MINI
- トミーヒルフィガー
- ブラウン
- Vice